# 阿河畔圣乔治
阿河畔圣乔治（法語：Saint-Georges-sur-l'Aa，法語發音：[sɛ̃ ʒɔʁʒ syʁ la]）是法国上法蘭西大區北部省的一个市镇，属于敦刻尔克区。

## 地理
阿河畔圣乔治（50°58'7"N, 2°9'49"E）面积8.13 平方千米，位于法国上法蘭西大區北部省，该省份为法国最北部的省份及最长的省份，西北濒北海，西接加来海峡省，南至埃纳省和索姆省，东与比利时接壤。
与阿河畔圣乔治接壤的市镇（或旧市镇、城区）包括：格拉沃利讷、布尔堡、克赖维克、圣福尔坎。

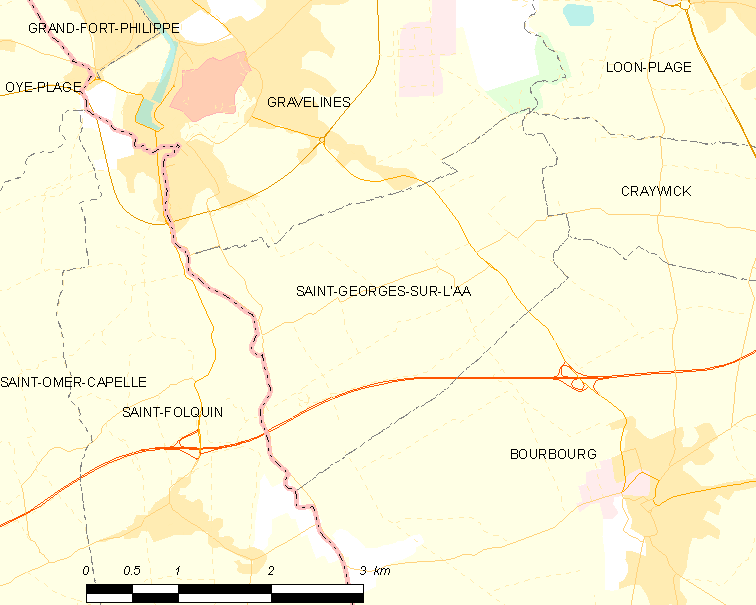
阿河畔圣乔治的OSM定位图

阿河畔圣乔治的时区为UTC+01:00、UTC+02:00（夏令时）。

## 行政
阿河畔圣乔治的邮政编码为59820，INSEE市镇编码为59532。

## 政治
阿河畔圣乔治所属的省级选区为大桑特县。

## 人口

1962-2008年间阿河畔圣乔治人口变化图示

阿河畔圣乔治于2022年1月1日时的人口数量为289人。